# Alessia Mazzola
Alessia Mazzola (* 2000 in Berlin) ist eine deutsche Schauspielerin.

## Leben
Alessia Mazzola wuchs in Berlin auf, wo sie bis heute lebt.
Sie absolvierte ihre Schauspielausbildung von 2019 bis 2023 an der Transform Schauspielschule in Berlin. Als Bühnendarstellerin wirkte sie in mehreren Theaterstücken mit, wie beispielsweise in Frau Holle, Der Wolf und die sieben jungen Geißlein oder Der Froschkönig. Sie wirkte als Schauspielerin vor der Kamera in mehreren Filmen und Fernsehserien mit, darunter auch in Kurzfilmen. Seit November 2024 (Folge 4056) spielt sie in der ARD-Telenovela Rote Rosen die Rolle der Bella Schubert.

## Filmografie
- 2019: Mein Paris (Kurzfilm)
- 2021: Bake Night (Kurzfilm)
- 2023: Himmel aus Asphalt (Kurzfilm)
- 2023: Die Zeit zwischen uns (Kurzfilm)
- 2023: Feminine Borderlines (Kurzfilm)
- 2024: Say Hello to Ulla (Kurzfilm)
- seit 2024: Rote Rosen (Fernsehserie)
- 2024: Der Kommissar und der See – In besseren Kreisen (Fernsehreihe)